# Bombyiabius frontus
Bombyiabius frontus är en stekelart som beskrevs av T.C. Narendran 2004. Bombyiabius frontus ingår i släktet Bombyiabius och familjen finglanssteklar. Inga underarter finns listade.